# 徳川總子
徳川 總子（とくがわ さとこ、1870年1月20日（明治2年12月19日） - 1934年（昭和9年）1月20日）は、明治時代・大正時代・昭和時代の女性。水戸徳川家12代当主・徳川篤敬の妻。父は高松藩主・松平頼聰。別名は聡姫。

## 生涯
高松藩主・松平頼聰の長女として生まれる。その後、水戸徳川家12代当主・徳川篤敬の妻となり2男1女（圀順・敬子（松浦陞室）・宗敬）を出産。
1907年（明治40年）には徳川光圀によって築かれた歴史書『大日本史』の発行に携わった。
1934年（昭和9年）、死去。